# 阿爾吉曼塔·帕別金斯基耶涅
阿爾吉曼塔·帕別金斯基耶涅（1965年3月25日—）是立陶宛政治人物，曾在2012年12月12日至2016年12月13日間加入阿爾吉爾達斯·布特克維丘斯內閣、擔任立陶宛社會保障及勞動部長。帕別金斯基耶涅生於拉脫維亞，年輕時移居至立陶宛，在馬里揚波萊的一所高中畢業，並在維爾紐斯格迪米納斯理工大學取得土木工程學位。大學畢業後，帕別金斯基耶涅開創自己的建築事業，1990年代更創立一間經營女性飾品的工作室。2005年，帕別金斯基耶涅重返校園，於考那斯理工大學取得工商管理學位，畢業後到馬里揚泊列學院擔任講師，並在考那斯商會擔任管理人員。
帕別金斯基耶涅加入商會後不久便開始從政。她在2008年和2012年兩度代表勞動黨參選國會議員，但皆未當選。儘管參選失利，勞動黨還是在2012年提名她擔任第19任立陶宛社會保障及勞動部長。卸任後，帕別金斯基耶涅返回原本的職場，繼續擔任學院講師、參與商會運作。